# أحمد الفيتوري
أحمد الفيتوري (1955) كاتب وصحفي ليبي ولد في مدينة بنغازي.

## مسيرته
بدأ مهنته كصحفي في سن صغيرة. شارك في تأسيس فرقة مسرحية وعمل كمحرر لمجلة من المنزل وتابع العمل ليصبح مراسلا ثقافيا في صحف مثل الفجر الجديد والملحق الثقافي.
اعتقل من قبل السلطات الليبية مع مجموعة من الكتاب والصحفيين وحكم عليهم بالمؤبد بتهمة التأسيس والانضمام لحزب شيوعي يستهدف إسقاط نظام الحكم والاستيلاء على السلطة سنة 1978 وأطلق سراحه بعد عشر سنوات يوم 3 مارس 1988.
أثناء فترة اعتقاله أصدر مجلة مكتوبة على ورق سجائر وفي نسخة واحدة يطالعها السجناء بالتتالي أسماها (النوافير)، وبعد إطلاق سراحه قام بتأسيس وتحرير مجلة لا.
منذ أحداث 17 فبراير أصدر صحيفة الميادين الأسبوعية من بنغازي ثم توقفت. كما نشر عدة كتب منها روايات وأخرى في النقد الأدبي.
وهو أحد أعضاء لجنة التحكيم لجائزة بوكر العربية سنة 2014.